# Кудрявцев, Александр Евгеньевич
Алекса́ндр Евге́ньевич Кудря́вцев (1880—1941) — русский и советский историк-медиевист, переводчик, педагог.

## Биография
Александр Кудрявцев родился 18 февраля 1880 года в станице Михайловская Кубанской области в семье священника (по другим данным — в станице Сенгилеевская). В 1900 поступил на историко-филологический факультет Юрьевского университета. В 1907 году окончил университет с отличием. В 1908 году защитил кандидатскую диссертацию. С 1907 по 1908 преподавал в учебных заведениях Юрьева. Активно занимался революционной деятельностью, за что был несколько раз арестован. Ему было запрещено заниматься преподаванием. В 1912 году Кудрявцев переехал в Санкт-Петербург.
В 1915 году он стал сотрудником журнала «Летопись», а в 1917 году — газеты «Новая жизнь».
В 1918 году стал членом Совета экспертов при отделе подготовки учителей Комиссариата народного просвещения Северной области. С ноября 1918 года — профессор всеобщей истории в Третьем Педагогическом институте (ныне РГПУ имени А. И. Герцена), был первым деканом исторического факультета, заведовал кафедрой истории средних веков. В 1918 по 1923 год преподавал на Высших научно-педагогических курсах, в 1926—1928 годах работал в Педагогическом техникуме им. Ушинского, в 1927—1929 годах — в Военно-педагогической школе им. В. И. Ленина, в 1929—1930 годах в Школе профдвижения.
В 1930-х годах преподавал в Карельском педагогическом институте.
В 1930—1931 годах работал в Библиотеке академии наук.
С 1934 года работал в Государственной академии истории материальной культуры.
Исследовал историю Испании раннего нового времени. В 1937 году вышла его научно-популярная книга «Испания в средние века», которая познакомила с испанской историей широкий круг читателей.
Александр Кудрявцев умер 14 декабря 1941 года при эвакуации из блокадного Ленинграда в г. Галиче.

## Сочинения
- Кудрявцев А. Е. Испания в средние века. Л., 1937.
- Кудрявцев А. Е. Испания в средние века. М., 2007. 250 с.
- Кудрявцев А. Е. Кризис Абсолютизма в Англии в начале XVII века (Время Якова Стюарта, 1603—1625 гг.) // Учёные записки ЛГУ. № 39. Сер. Исторические науки, Вып. 4. 1939. С. 216—231.